# Dentocreagris vietnamensis
Genre
Espèce
Dentocreagris vietnamensis, unique représentant du genre Dentocreagris, est une espèce de pseudoscorpions de la famille des Neobisiidae.

## Distribution
Cette espèce est endémique de la province de Vĩnh Phúc au Viêt Nam. Elle se rencontre vers Tamdoa.

## Description
La carapace du mâle holotype mesure 0,97 mm de long sur 0,88 mm.

## Étymologie
Son nom d'espèce, composé de vietnam et du suffixe latin -ensis, « qui vit dans, qui habite », lui a été donné en référence au lieu de sa découverte, le Viêt Nam.

## Publication originale
- Dashdamirov, 1997 : A new false-scorpion genus and species from Vietnam (Pseudoscorpiones Neobisiidae). Arthropoda Selecta, vol. 6, no 1/2, p. 81-84 (texte original).